# Клин (Сумская область)
Клин (укр. Клин) — село,
Иваницкий сельский совет,
Недригайловский район,
Сумская область,
Украина.
Код КОАТУУ — 5923582203. Население по переписи 2001 года составляло 27 человек .

## Географическое положение
Село Клин находится в урочище Коренское, на расстоянии в 1 км от села Берёзки.
По селу протекает пересыхающий ручей с запрудой.